# فورکلند (آلاباما)
فورکلند (به انگلیسی: Forkland) شهری در شهرستان گرین ایالت آلاباما است که مساحت آن ۹٫۰۸ کیلومتر مربع است و در سرشماری سال ۲۰۱۰ میلادی، ۶۴۹ نفر جمعیت داشته و تراکم جمعیتی آن، ۷۱٫۴۸ نفر در هر کیلومتر مربع بوده است.

## نگارخانه

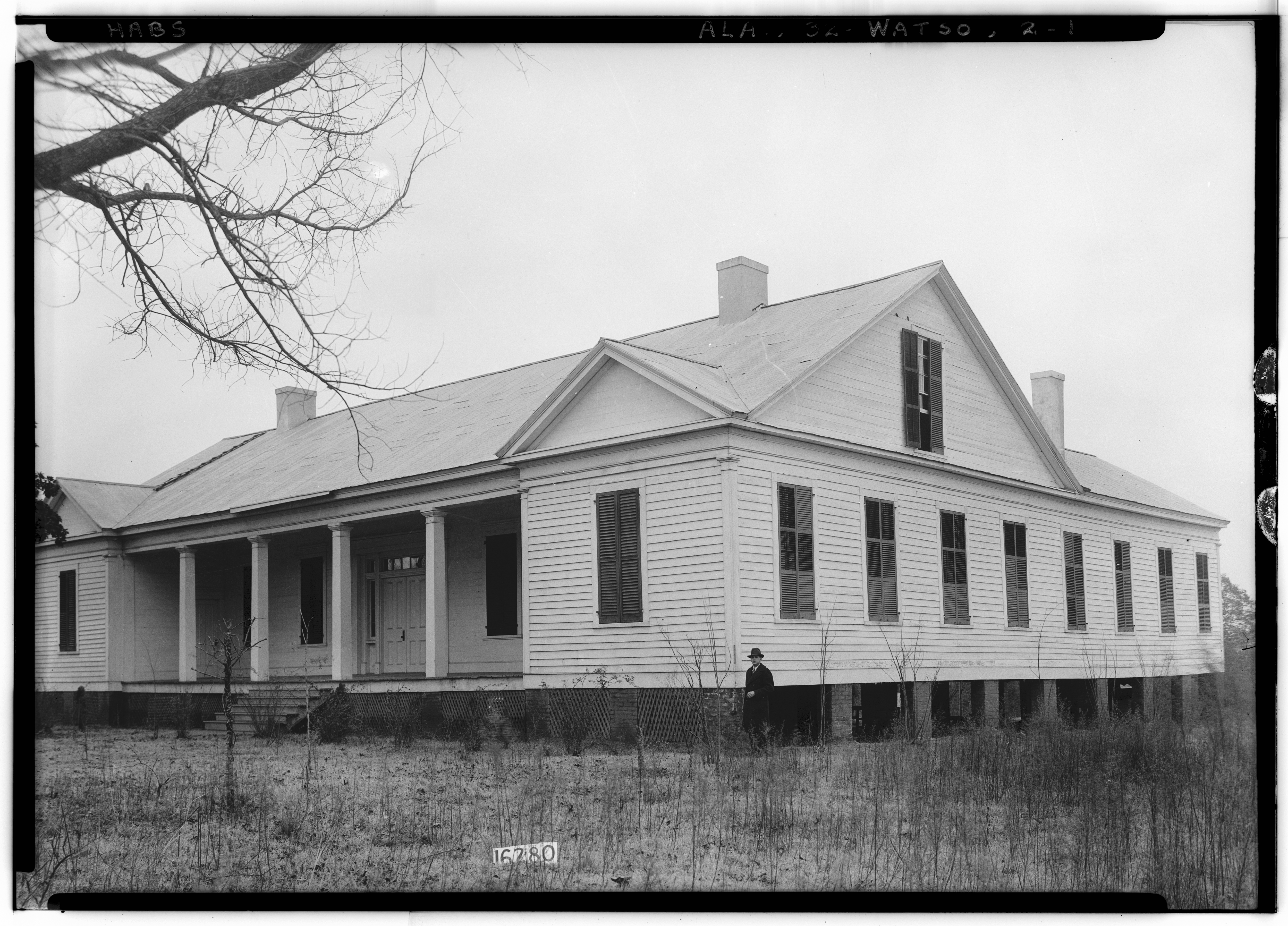
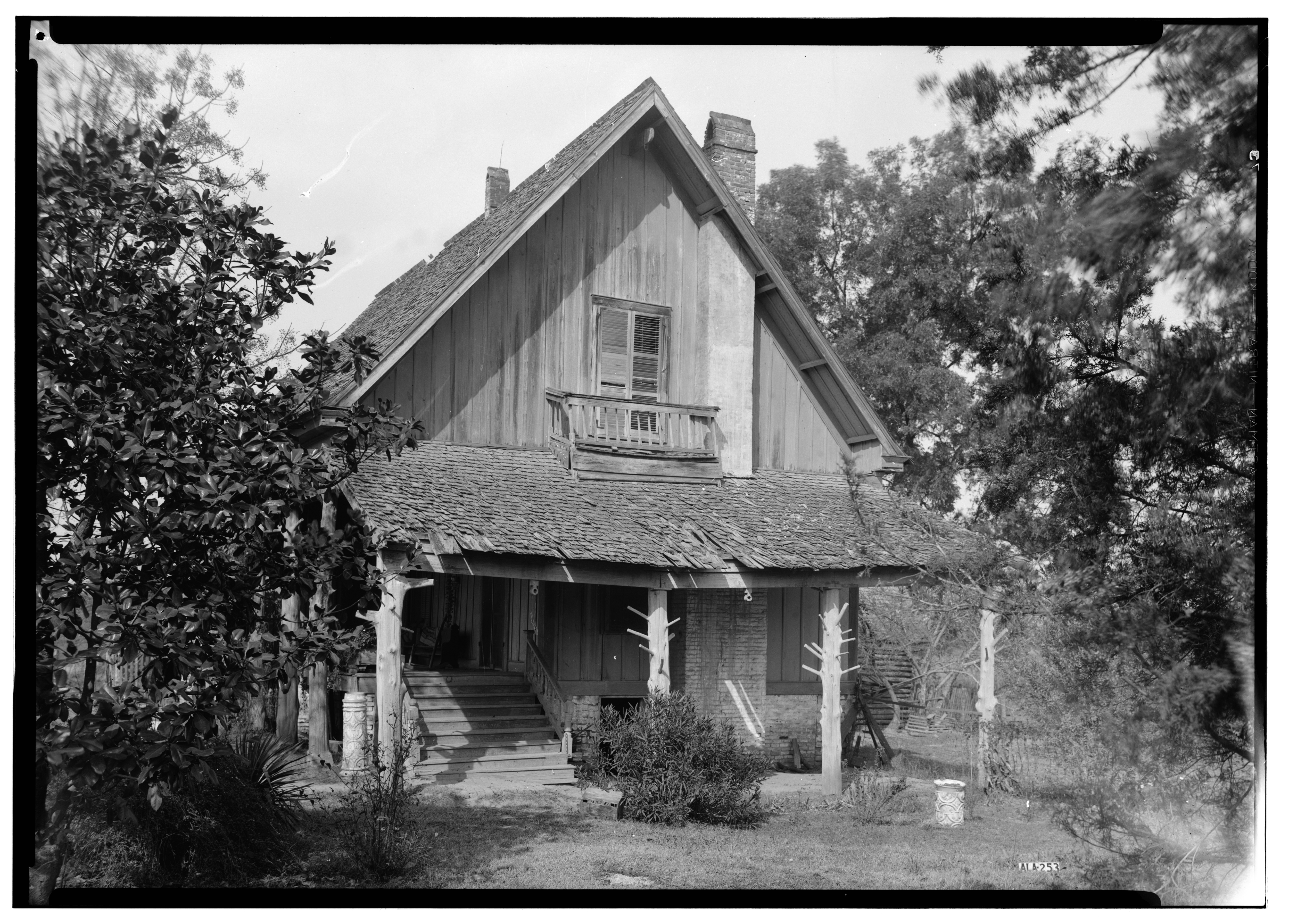
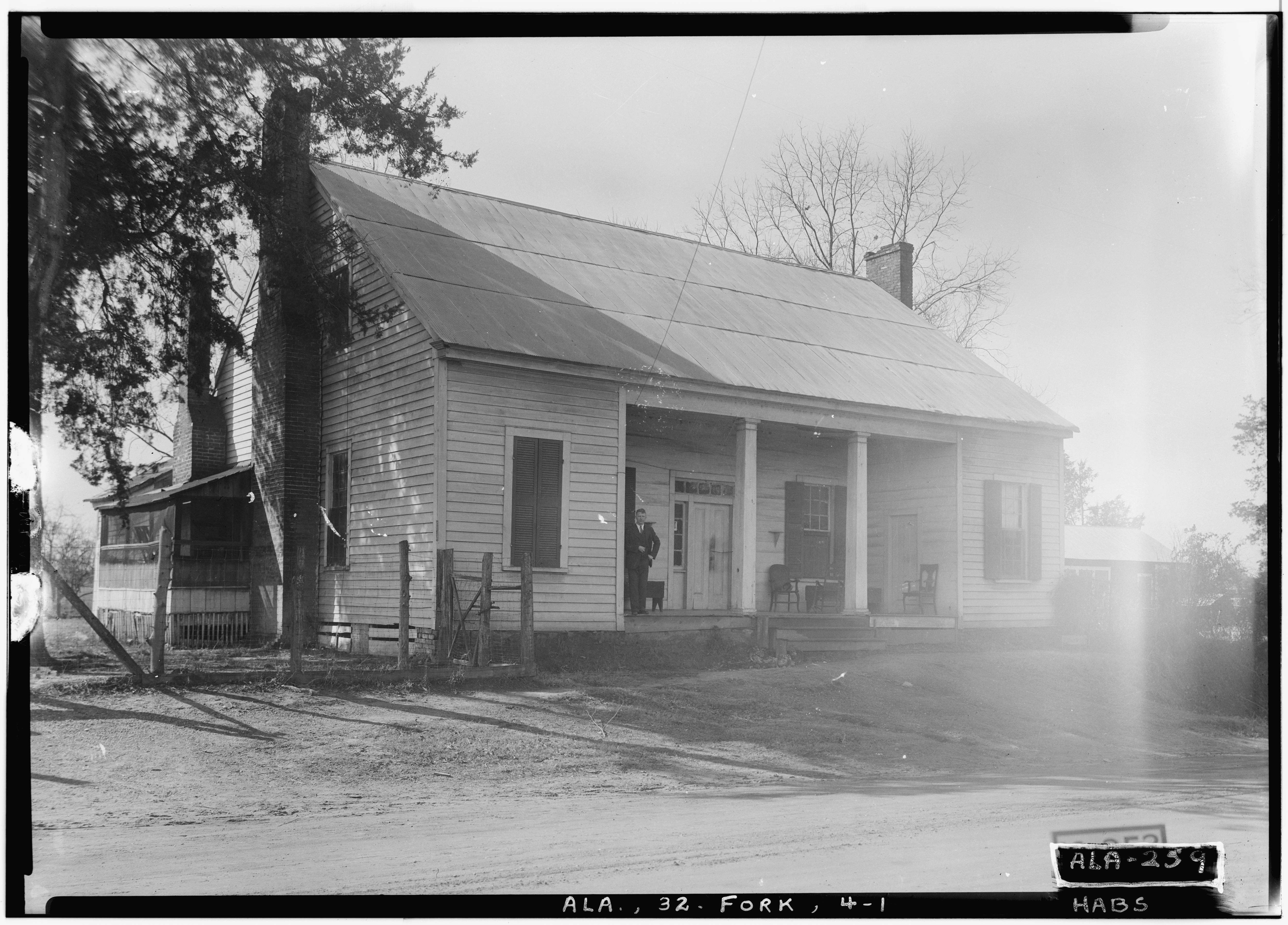
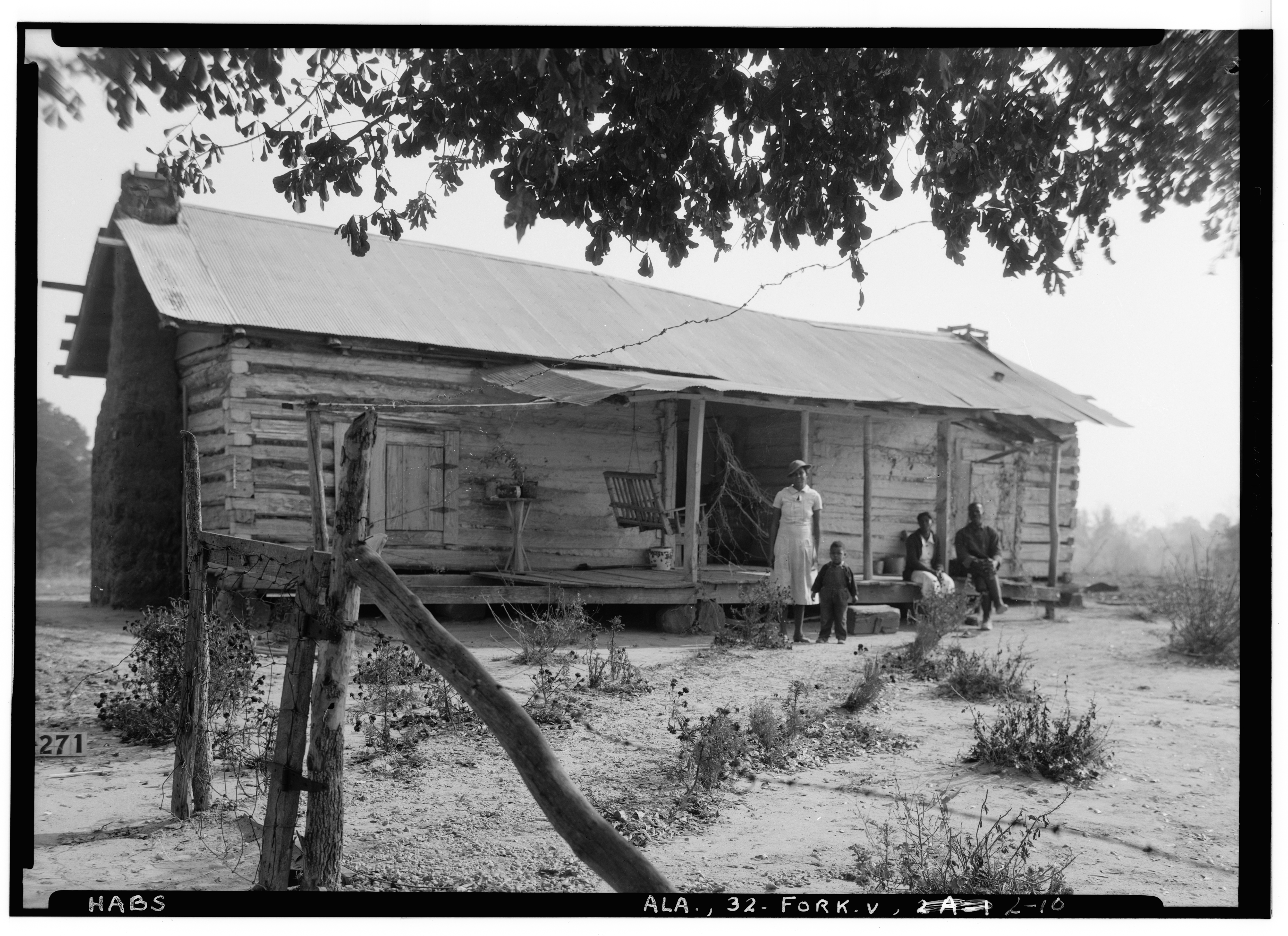
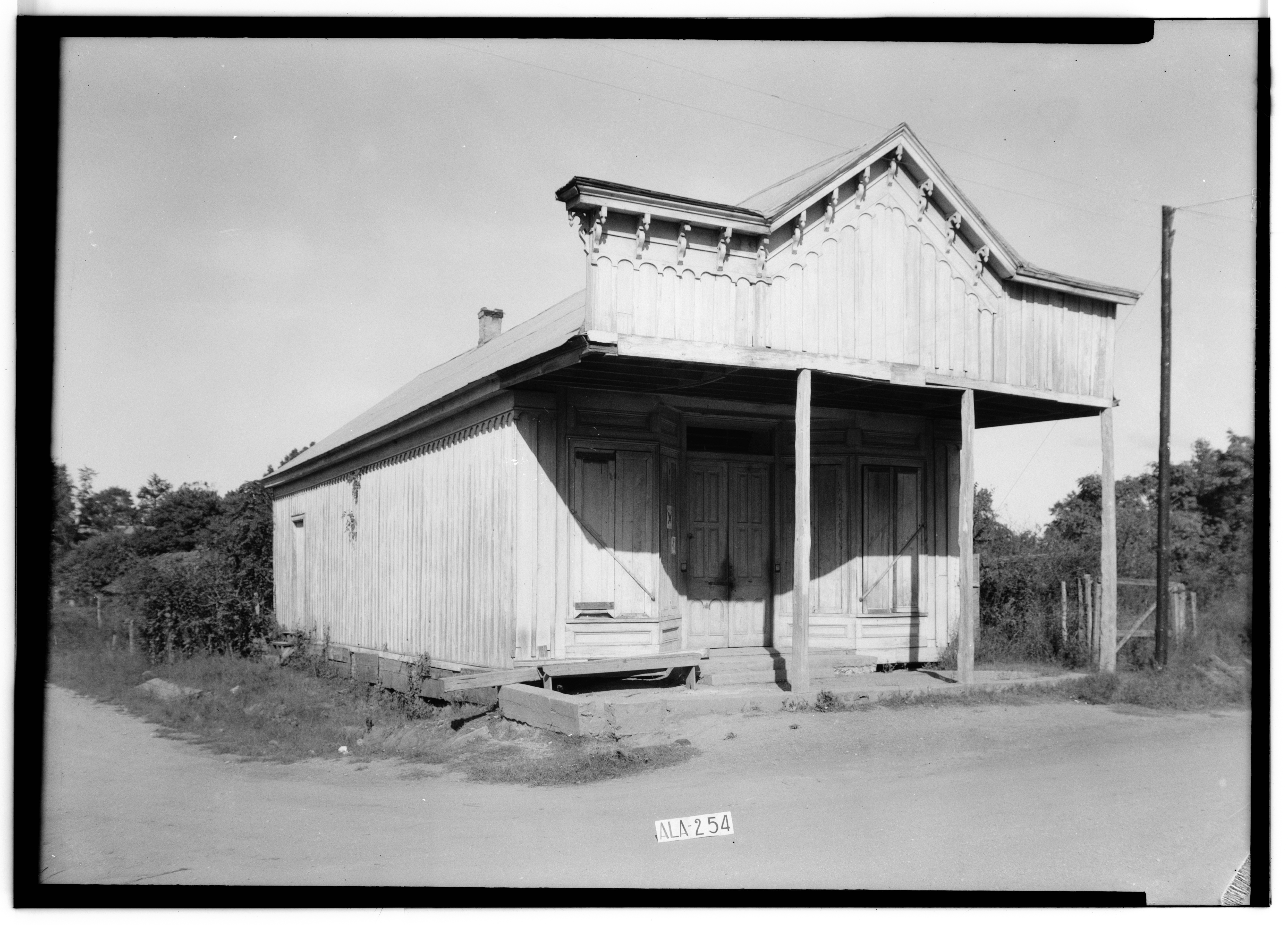
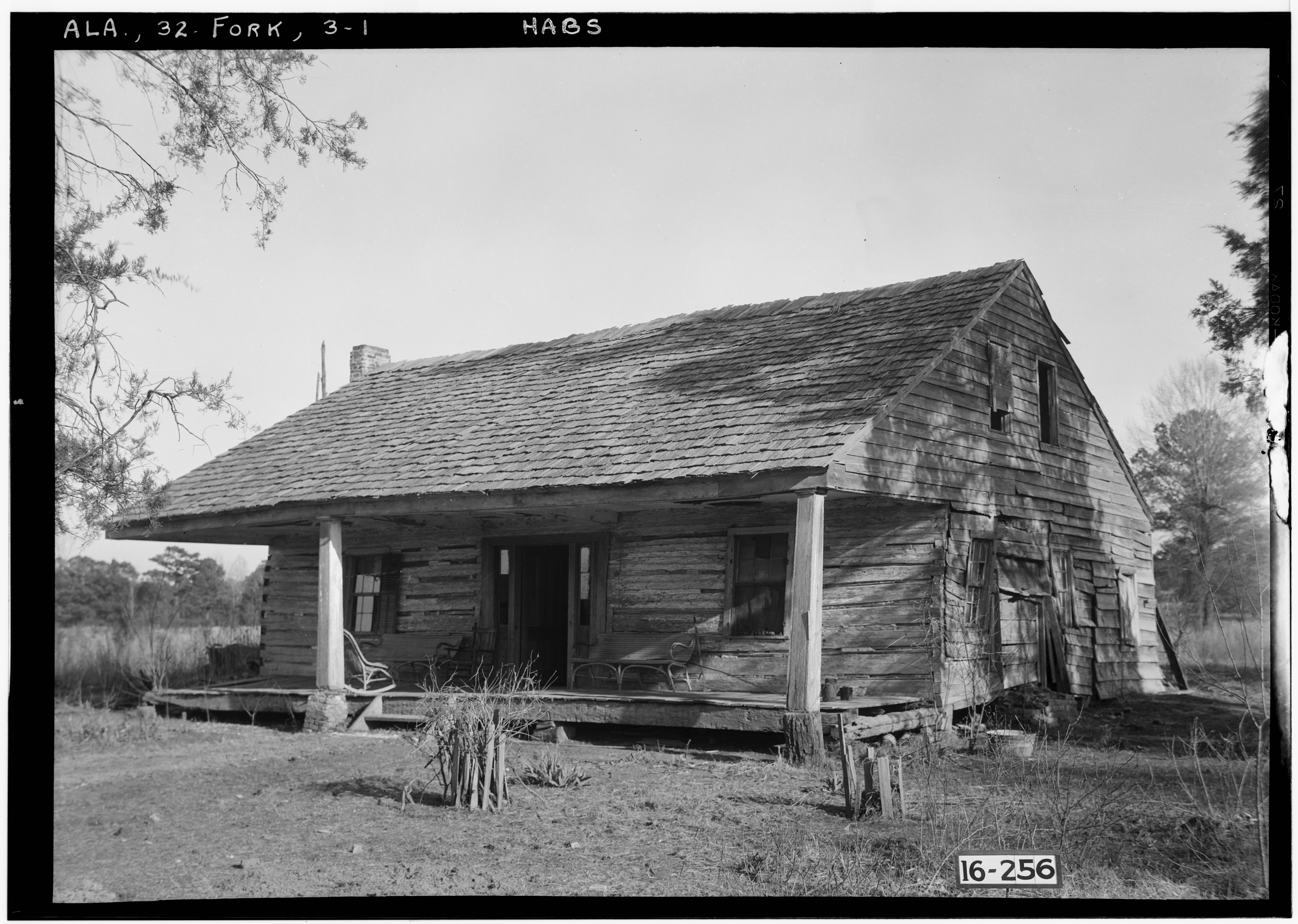
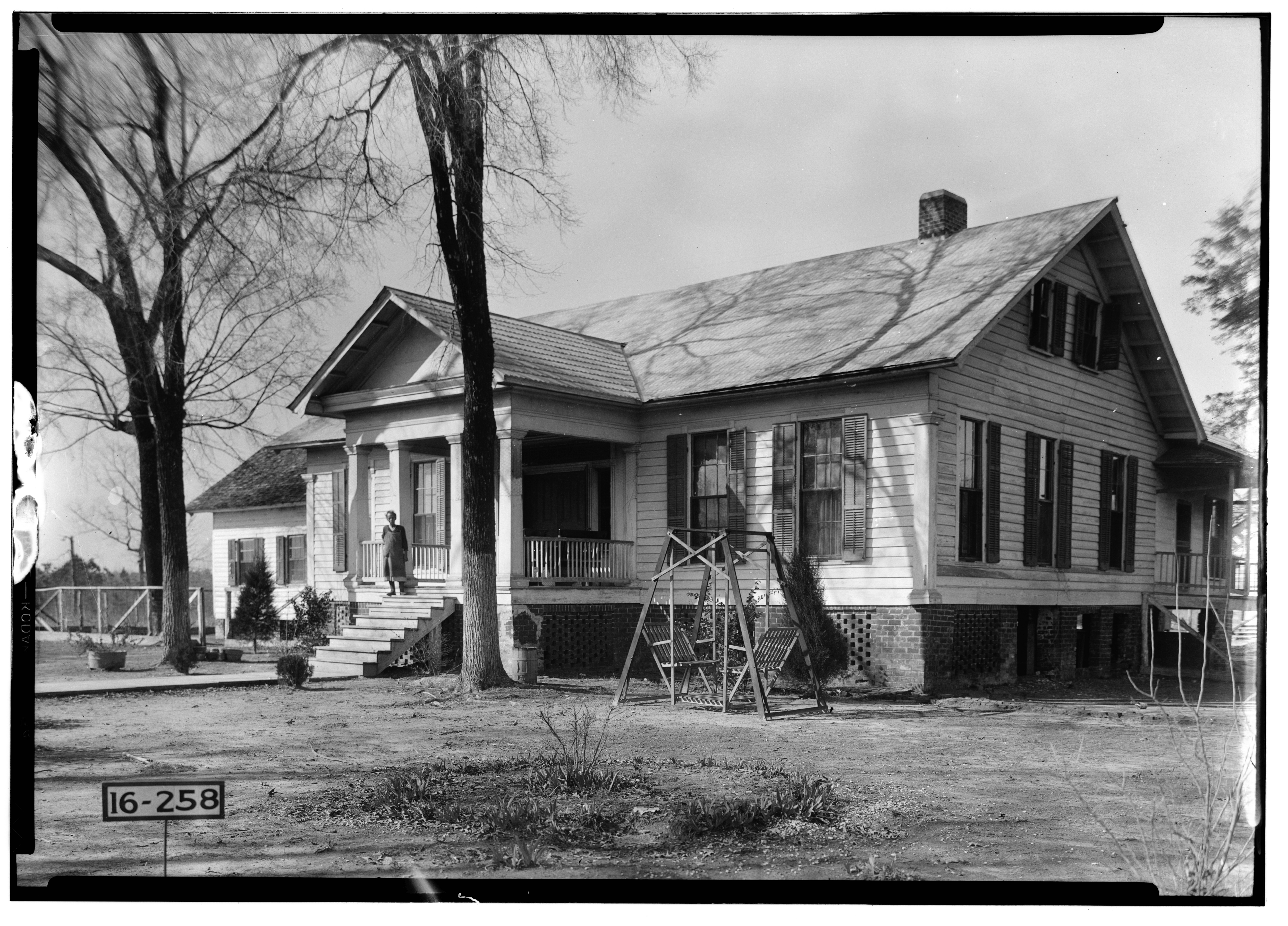